# Batalla de Malazgirt (1915)
La Batalla de Manzikert (ruso:  Битва при Манцикерте) o Malazgirt fue una batalla de la Campaña del Cáucaso. Abdul Kerim, derrotó al ejército ruso en Malazgirt el 16 de julio de 1915.